# Элиминирование (статистика)
Элиминирование (лат. eliminare — изгонять) — исключение из рассмотрения в процессе анализа, расчёта, контроля признаков, факторов, показателей, заведомо не связанных с изучаемым, анализируемым, контролируемым процессом, явлением.

## Виды
Существует несколько основных статистических видов элиминирования.
- Элиминация в стратегическом маркетинге — естественная гибель маркетинговой идеи, под воздействием внешних рыночных и внутренних корпоративных факторов, не способствующих её воплощению в жизнь.
- Производственная элиминация — изъятие существующих продуктов из производственной программы предприятия. Прекращение производства товара.
- Рыночная элиминация — вывод с рынка товара и (или) услуги, по причине потери спроса или  конкурентоспособность товара и (или) услуги на рынке. Невозможность элиминации — устойчивая зависимость рынка от товара и (или) услуги.